# Logički turnir Dalmacija Open
Dalmacija Open je jedan od tri hrvatska turnira u rješavanju logičkih zagonetaka. Ime je dobio po području na kojem se turnir održava, a to je je jedna od lokacija u Dalmaciji. Turnir se održava u svibnju ili lipnju svake godine počevši od 2005. Pokretač i glavni organizator turnira je hrvatski logičar Luka Pavičić. 

## Dalmacija Open 2005.
Prvi Dalmacija Open održan je u Kaštel Štafiliću od 29. travnja do 1. svibnja 2005. Na turniru je sudjelovalo 9 natjecatelja i 7 natjecateljica. Turnir se je sastojao od 3 seta, a autori setova su bili: Siniša Hrga, Luka Pavičić i Alfredo Ivankov. 
Kako bi se mogli natjecati i autori zagonetki, ukupni poredak se određivao na način da su se uzimali rezultati dviju najboljih grupa, odnosno u slučaju autora, uzimali su se rezultati grupa koja su rješavali (nisu rješavali svoju grupu). 
Samo natjecanje je bilo vrlo zanimljivo i napeto sve do samog kraja, jer je na kraju razlika između drugoplasiranog i devetoplasiranog iznosila samo četiri boda. Pobjednik prvog Dalmacija Open je postao Goran Vodopija, drugo mjesto je osvojio Andrej Ivankov, a treće Zrinka Kokot. Kompletne rezultate možete pogledati ovdje  Arhivirana inačica izvorne stranice od 9. veljače 2012. (Wayback Machine).
Zadaci koje možete skinuti: 
- Set Luka  Arhivirana inačica izvorne stranice od 17. ožujka 2021. (Wayback Machine) (autor: Luka Pavičić), Excel datoteke - veličine 195 kB

## Dalmacija Open 2006.
Drugi Dalmacija Open održan je u Trogiru od 2. do 4. lipnja 2006. Na turniru je sudjelovalo 22 natjecatelja od kojih je 20 bilo iz Hrvatske, a po prvi puta su se natjecali i natjecatelji iz druge države - dvoje natjecatelja je došlo iz susjedne Bosne i Hercegovine.
Natjecanje se je sastojalo od dva dijela, prvog kruga, koji se je održao u subotu i drugog, finalnog, kruga koji se je održao u nedjelju. Devetoro najboljih rješavača u prvom krugu, plasiralo se u finalni krug.
Pobjednik finalnog dijela natjecanja je bio ponajbolji hrvatski rješavač, Goran Vodopija, koji se je dokazao i u prvom krugu natjecanja u kojem je također završio na zavidnom prvom mjestu. Drugo mjesto je zauzela Zrinka Kokot, a treće Dalibor Grđan.

## Dalmacija Open 2007.
Treći po redu Dalmacija Open održao se u Trogiru od 8. do 10. lipnja 2007. Na turniru je prisustvovalo 22 natjecatelja iz tri različite države (Hrvatska, Mađarska i Srbija).
Prije samog Dalmacija Opena održan je kratak turnir u rješavanju sudoku zagonetki. Trebalo je riješiti 5 različitih sudoku zagonetki u što kraćem vremenu. Troje natjecatelja pokazalo je iznimnu brzinu u rješavanju sudoku zagonetki, a to su: Goran Vodopija koji je bio najbrži, Istvan György drugi najbrži, a najbrža rješavačica Zrinka Kokot je zauzela treće mjesto.
Samo turnir se je sastojalo od dva dijela - preliminarnog kruga u kojem su se natjecali svi natjecatelji i finalnog kruga u koji se plasiralo osmero najboljih natjecatelja.
Preliminarni krug je počeo i završio u subotu, a sastojao se od 5 setova. Finalni krug se je sastojao od 5 rundi. Finalni krug je bio vrlo uzbudljiv jer su u prve 4 finalne runde definirani dodatni bodovi za finalnu 5. rundu.
Na kraju je uvjerljivi pobjednik postao Goran Vodopija koji je bio najbolji u oba kruga natjecanja. Drugo mjesto i titula najbolje natjecateljice pripala je Sandi Reić-Tomaš, a treće mjesto osvojio je Dalibor Grđan. 